# Pablo Fornals
Pablo Fornals Malla (* 22. Februar 1996 in Castellón de la Plana) ist ein spanischer Fußballspieler, der seit Februar 2024 beim spanischen Erstligisten Betis Sevilla unter Vertrag steht. Der Mittelfeldspieler war zwischen 2016 und 2021 auch spanischer Nationalspieler.

## Karriere

### Verein

#### Anfänge
Der in Castellón de la Plana geborene Fornals begann seine fußballerische Ausbildung beim ACD Benicense und wechselte im Jahr 2003 in die Jugendabteilung des FC Villarreal, wo er fünf Jahre spielte, bevor es ihn in seine Heimatstadt zum CD Castellón weiterzog. 2012 schloss er sich im Alter von 16 Jahren dem Nachwuchs des FC Málaga an, wo er in der Saison 2014/15 erstmals in der Reservemannschaft zum Einsatz kam, welche in der viertklassigen Tercera División spielte.

#### FC Málaga
Sein Debüt in der ersten Mannschaft bestritt er am 26. September 2015 (6. Spieltag) beim 0:0-Unentschieden gegen Real Madrid. Fornals etablierte sich in seiner ersten Saison 2015/16 rasch als Rotationsspieler beim Erstligisten. Sein erstes Ligator gelang ihm am 28. November (13. Spieltag) beim 2:2-Unentschieden gegen den FC Granada im heimischen Estadio La Rosaleda. Dieser Treffer war in dieser Spielzeit sein einziger in 27 Ligaeinsätzen.
In der folgenden Saison 2016/17 etablierte er sich in der Startformation der Malaguistas. Am 4. Dezember 2016 (14. Spieltag) markierte er beim 2:2-Unentschieden gegen den FC Valencia den ersten Doppelpack seiner Karriere im Herrenfußball. Dabei erzielte er den Ausgleich zum Endstand in der 93. Spielminute. In dieser Spielzeit gelangen ihm in 32 Ligaspielen sechs Tore und drei Vorlagen.

#### FC Villarreal
Am 24. Juli 2017 kehrte Fornals zu seinem Jugendverein FC Villarreal zurück. Die Submarino Amarillo bezahlte eine Ablösesumme in Höhe von 12 Millionen Euro für den Mittelfeldspieler und stattete ihn mit einem Fünfjahresvertrag aus. Sein Debüt bestritt er am 21. August 2017 (1. Spieltag) bei der 0:1-Auswärtsniederlage gegen die UD Levante. Bei seinem neuen Verein galt er seit seiner Ankunft als unumstrittener Stammspieler und am 17. Dezember (16. Spieltag) gelang ihm im Auswärtsspiel gegen Celta Vigo der entscheidende Treffer zum 1:0-Sieg. Am 13. Januar (19. Spieltag) schoss er in der 87. Spielminute das Siegtor zum 1:0 im Auswärtsspiel bei Real Madrid und bescherte seinem Team damit den allerersten Sieg im Estadio Santiago Bernabéu in der Vereinshistorie. In dieser Spielzeit 2017/18 konnte er sich aber vor allem als Torvorbereiter auszeichnen. Insgesamt gelangen ihm in 46 Pflichtspieleinsätzen vier Tore und 13 Vorlagen.
Diese Vorlagenquote konnte er in folgenden Saison 2018/19 nicht bestätigen, galt er aber doch immer noch als regelmäßiger Starter. Am 21. Februar 2019 erzielte er im Rückspiel der Zwischenrunde in der UEFA Europa League gegen Sporting Lissabon den Ausgleich zum 1:1-Endstand, welcher seiner Mannschaft das Weiterkommen sicherte. Er beendete die Spielzeit mit fünf Toren und sechs Assists, welcher er wettbewerbsübergreifend in 50 Pflichtspielen sammeln konnte.

#### West Ham United
Zur Saison 2019/20 wechselte Pablo Fornals für eine Ablösesumme in Höhe von 28 Millionen Euro zum englischen Erstligisten West Ham United, wo er einen Fünfjahresvertrag unterzeichnete. Am 10. August 2019 (1. Spieltag) debütierte er bei der 0:5-Heimniederlage gegen Manchester City für seinen neuen Verein, als er in der Halbzeitpause für Michail Antonio eingewechselt wurde. Zweieinhalb Wochen später gelang ihm beim 2:0-Ligapokalsieg gegen den unterklassigen Verein AFC Newport County sein erster Treffer. In seiner ersten Saison gelangen ihm in 36 Ligaspielen zwei Tore und fünf Vorlagen. Im Juni 2023 gewann er mit West Ham im Finale gegen die AC Florenz die Europa Conference League.

#### Betis Sevilla
Anfang Februar 2024 kehrte er nach Spanien zurück und schloss sich Betis Sevilla an.

### Nationalmannschaft
Pablo Fornals gab sein Debüt für die Nationalmannschaft am 29. Mai 2016 in St. Gallen beim 3:1-Sieg über die bosnisch-herzegowinische Nationalmannschaft, als er in der 83. Spielminute für Mikel San José eingewechselt wurde.
Drei Jahre später lief er für die U21 bei der U21-Europameisterschaft 2019 auf. In der Gruppenphase bestritt er alle drei Spiele und erzielte in diesen zwei Tore. Beim 4:1-Halbfinalsieg gegen Frankreich steuerte er eine Vorlage bei und beim 2:1-Finalsieg gegen Deutschland stand er in der Startaufstellung, blieb aber ohne Torbeteiligung.

## Erfolge
- U21-Europameister: 2019
- Conference League-Sieger: 2022/23 (West Ham United)